# La Batteria II
La Batteria II è il terzo album della band La Batteria, il secondo di inediti, pubblicato nel 2019 da Penny Records/Goodfellas.

## Tracce
1. Prologo – 4:19
2. Largo – 3:24
3. Fuga – 3:42
4. Monica Vitti – 3:18
5. Dogma – 4:38
6. Moviola – 3:42
7. Antenna – 4:06
8. Stiletto – 4:10
9. Intermezzo – 1:21
10. Diva – 5:41
11. Affresco – 4:29
12. Spirale – 4:25
13. Furfante Amedeo – 2:54
14. Intervallo – 2:03
15. Romanzo – 4:11
16. Megalopoli – 3:48
17. Eldorado – 3:51
18. 2170 ultima speranza – 4:29

Durata totale: 68:31

## Formazione
- Emanuele Bultrini - chitarre elettriche, acustiche e classiche, voce
- David Nerattini - batteria
- Paolo Pecorelli - basso elettrico, Fender Six
- Stefano Vicarelli - Piano, Hammond C3, Hammond L100, Fender Rhodes, Clavinet D6, Mellotron M400, Minimoog Model D, Minimoog Voyager, Polymoog, Modular Synthesizer Dot Com System 66, Prophet 5, Prophet 12, Yamaha DX7, Yamaha CP30, Logan String Melody II, EMS 3000 Vocoder, Korg MS-20, Emulator II

### Altri musicisti
- Mario Caporilli - tromba (18)
- Evandro Dos Reis - voce (3, 17), cavaquinho (17)
- Bruno Paolo Lombardi - flauto (4, 14)
- Ernesto Lopez Maturell - congas (6, 17), bongo (2), voce (3)
- Davide Savarese - voce (3)
- Raul Cuervo Scebba - vibrafono (2, 4, 5, 8, 9), glockenspiel (4, 7), percussioni (2, 6, 8, 13, 17)
- Coro "With Us", diretto da Camilla Di Lorenzo (11)